# Gallspach
Gallspach är en köpingskommun i distriktet Grieskirchen i förbundslandet Oberösterreich i Österrike. 
Kommunen består av nio orter (Ortschaften) (inom parentes invånarantal 1 januari 2024):

- Enzendorf (17)
- Gallspach (1 960)
- Gferedt (43)
- Niederndorf (225)
- Schützendorf (280)
- Thall (13)
- Thongraben (74)
- Vornwald (170)
- Wies (67)